# Café Palhares
Café Palhares é um tradicional restaurante em Belo Horizonte, fundado em 1938. O estabelecimento recebeu diferentes prêmios e se notabilizou por ter criado o kaol, tradicional prato da comida mineira.

## História
O Café Palhares foi fundado na capital mineira em 1938 por dois irmãos de sobrenome Palhares. Em 1944, o estabelecimento foi comprado deles por João Ferreira, conhecido como Seu Neném, que se mudou para a capital vindo de Uberaba. Funciona desde sua criação no mesmo endereço, na rua Tupinambás, no centro de Belo Horizonte, sendo administrado atualmente por dois filhos de Ferreira.
Em 2022 foi apresentado o projeto de lei nº 3.870/22 na Assembleia Legislativa de Minas Gerais para reconhecer o restaurante como de relevante interesse cultural por seu papel na história da cidade.
Nas décadas de 1940, 50 e 60, o café funcionava 24 horas por dia, incluindo em feriados como a sexta-feira da Paixão, pelo que se tornou ponto de encontro da boemia mineira.

## Kaol
O prato mais tradicional do restaurante é o Kaol, assim nomeado porque consistia de cachaça (como aperitivo), arroz, ovo e linguiça ("CAOL"), sendo estilizado com K por opção do criador, o Seu Neném. Com o tempo foram acrescentados outros ingredientes como farofa, couve e torresmo.

## Prêmios
O restaurante recebeu o primeiro prêmio no Comida di Buteco em 2009 e em 2021.

## Na cultura popular
O Café é citado em diversas obras literárias que se passam na capital mineira, dentre as quais:
- Hilda Furacão, de Roberto Drummond;[7]
- Ontem à noite era 6ª feira, de Roberto Drummond;[8]